# 1806年6月16日日食
1806年6月16日日食为一次在协调世界时1806年6月16日出現的日全食。該次日食食分為1.0604，食甚維持4分55秒。

## 概述
這次日食的食分是1.0604，全食維持4分55秒。

## 基本參數
- 類型：日全食
- 食甚資料：
  - 日期：1806年6月16日
  - 時間：16時24分27秒
  - 地點：42N 65W
  - 食分：1.0604
  - 日全食持續時間：4分55秒

## 外部連結
- NASA日食專頁（页面存档备份，存于）（英文）